# Josephine McGill
Josephine McGill (* 20. Oktober 1877 in Louisville (Kentucky); † 24. Februar 1919) war eine US-amerikanische Komponistin und Musikhistorikerin.

## Leben
Josephine McGill war eine Tochter der Eheleute B. C. McGill. Nach dem Besuch und dem Abschluss der Presentation Academy an der Louisville Girls High School widmete sie ihre Karriere dem Musikstudium und der Komposition. McGill studierte Klavier, Orgel und Gesang.

## Musikalisches Schaffen
McGill gab ein Liederbuch heraus: Folk Songs of the Kentucky Mountains. Das Werk wurde 1917 erstmals veröffentlicht und bedient die Genre-Kategorien Folksong, Songs, und Balladen.

## Werke (Auswahl)
- Mit Marjorie L. C. Pickthall: Duna: Song, in E♭, New York,  Boosey & Co., 1914.[3] OCLC 26781429
- Mit Henry Edward Krehbiel: Folk Songs of the Kentucky Mountains: Twenty traditional ballads and other English folk-songs, New York, Boosey, 1917. OCLC 968596
- Mit Madison Julius Cawein: A Road song, New York: Boosey & Co., 1922. OCLC 25464127
- Mit Carl Weinrich: Thine eternal peace: sacred songs, New York, G. Schirmer, 1936. OCLC 37158985
  - Folksongs; Songs; Ballads; For 1 voice; For unaccompanied voices; Scores featuring the voice; For voice, piano (arr); For voices with keyboard (arr); Scores featuring the voice (arr); Scores featuring the piano (arr); English language